# 3-metilfentanilo

Estructura química del 3-metilfentanilo

3-Metilfentanilo, también llamado de forma abreviada 3-MF, con nombre sistemático N-(3-methyl-1-phenethyl-4-piperidyl)-N-phenyl-propanamide, es un sustancia derivada del opio (opioide) que tiene una estructura química muy similar a la del fentanilo. Es una sustancia muy potente a pequeñas dosis, si se compara con la morfina, 0,1 mg de 3-metilfentanilo tiene la misma acción que 100 mg de morfina, su potencia de acción es entre 400 y 6000 veces más alta que la morfina. Se fabrica clandestinamente y se vende en el mercado negro como droga de abuso. Al igual que todos los derivados del opio, posee acción analgésica y es capaz de provocar dependencia y síndrome de abstinencia si se suspende bruscamente la administración. La sustancia es de gran peligrosidad y ha causado numerosas muertes por sobredosis en drogodependientes, principalmente por parada respiratoria. La droga se descubrió en 1974 y poco después comenzó a comercializarse en el mercado negro.